# Ihorombe
Ihorombe (dosł. Południowy Wschód) – region Madagaskaru, ze stolicą w Ihosy. Dawniej należał do Prowincji Fianarantsoa.

## Geografia
Zajmuje powierzchnię 26 391 km² i położony jest w południowo-środkowej części wyspy. Od północy graniczy z regionem Haute Matsiatra, od wschodu z Atsimo-Atsinanana, od południa z Anosy, a od zachodu z Atsimo-Andrefana. Do głównych rzek regionu należą: Manampatrana, Mananara, Menanaty i Zomandao. Przez region przebiegają drogi RN 7, RN 27 i RN 13. W jego zachodniej części leży Park Narodowy Isalo.

## Demografia
Jego zaludnienie wynosiło w 1993 roku 129 136 osób. W 2004 wynosiło ok. 189 200. Według spisu z 2018 roku populacja wzrosła do 417,3 tys. mieszkańców.

## Podział administracyjny
W skład regionu wchodzą 3 dystrykty:
- Iaokora
- Ihosy
- Ivohibe